# 網膜神経節細胞
網膜神経節細胞 (もうまくしんけいせつさいぼう、英: retinal ganglion cell, RGC) は、目の網膜の内側面にある神経細胞であり、中間ニューロン (双極細胞やアマクリン細胞) を介して視細胞からの情報を受け取る。神経節細胞は、網膜の視覚情報を視床、視床下部、中脳へ伝達する。神経節細胞の形状、結合様式、視覚刺激への応答特性はさまざまであるが、脳へいたる長い軸索を持つ点では共通している。こうした軸索は視神経、視交叉、視索となる。

## 機能
ヒト網膜には、おおよそ120万から150万個の神経節細胞が存在するとされる。網膜の視細胞の数は1億個程度であるので、1つの神経節細胞は平均して約100の錐体細胞と桿体細胞から入力を受けることになる。しかしながら、こうした数には細胞による個体差が大きく、特に網膜位置による変化が大きい。中心窩では、1つの視細胞が5つ程度の神経節細胞へ情報を伝達する。網膜の端のような極度の周辺部では、1つの神経節細胞は、数千の視細胞から情報を受け取る。
神経節細胞は、静止状態であっても自発的に活動電位を生成している。神経節細胞の刺激により発火頻度は上昇し、抑制により発火頻度は低下する。
神経節細胞 (英: ganglion cell) という名前の細胞は、副腎髄質にも存在する。これは、交感神経系に関連し、血流へのアドレナリンやノルアドレナリンの放出に関与する。

## 種類
神経投射のパターンや受容野特性から、神経節細胞には少なくとも5つの主要なタイプがあると考えられている。（頭文字がPとMとで混同しないように注意）:
- Midget (Parvocellular, or P pathway; beta細胞, X型細胞)
- Parasol (Magnocellular, or M pathway; alpha細胞, Y型細胞)
- Bistratified (Koniocellular, or K pathway)
- それ以外の神経節細胞で、上丘へ投射して眼球運動に関与するもの(特にサッカード) [1]
- 光感受性神経節細胞(Photosensitive ganglion cells)

### Midget
Midget細胞は、外側膝状体の小細胞層 (parvocellular layer) へ投射する。この細胞は、樹状突起と細胞体の大きさが小さいことから、Midget細胞と命名された。網膜神経節細胞の80 %がP系のMidget細胞である。Midget細胞は比較的少数の錐体・桿体から入力を受ける。Midget細胞は伝導速度が遅く、色に応答するが、小さなコントラストの変化には弱い応答しか示さない(Kandel et al., 2000)。Midget細胞は、単純な中心周辺拮抗型受容野を持つ。

### Parasol
Parasol細胞は、外側膝状体の大細胞層 (magnocellular layer) へ投射する。この細胞は、樹状突起と細胞体の大きさが大きいことから、Parasol細胞と命名された。網膜神経節細胞の20 %がM系のParasol細胞である。Parasol細胞は比較的多数の錐体・桿体から入力を受ける。Parasol細胞は伝導速度が速く、低コントラスト刺激に応答するが、色の変化には感度が低い(Kandel et al., 2000)。Parasol細胞はより大きな受容野を持ち、受容野は中心周辺拮抗型である。

### Bistratified
Bistratified細胞は、外側膝状体の顆粒細胞層 (koniocellular layer) へ投射する。Bistratified細胞は、比較的最近になって同定された。Koniocellularとは、"星のように小さい細胞"という意味であり、これらはその小ささのため発見しにくかった。網膜神経節細胞の10 %がK系のBistratified細胞である。Bistratified細胞は中間的な数の錐体・桿体から入力を受ける。空間解像度は中程度であり、伝導速度は中程度であり、中程度のコントラスト刺激に応答する。色覚に関与している可能性がある。受容野は非常に大きく、中心のみを持ち周辺を持たず、青錐体にON応答をし赤・緑錐体にOFF応答する。

### LGNへ投射する他の神経節細胞
LGNへ投射する他の神経節細胞には、動眼神経副核 (エディンガー・ウェストファール核) へ投射し対光反射に関与するものや、en:giant retinal ganglion cellsが含まれる。

### 光感受性神経節細胞
光感受性神経節細胞 (英: photopigment of photoreceptive ganglion cell) は、固有の視物質であるメラノプシンを持つ。この色素は、主に可視光スペクトルの青色部分（吸収ピークが480 nm）の光によって励起される。細胞内の光伝達のメカニズムはまだ完全に理解されているとは言いがたいが、無脊椎動物の桿体細胞との類似があるようにみえる。この高エネルギー可視光線（英: high-energy visible light, HEV light ）による刺激が網膜視床下部路 (英: retinohypothalamic tract) を通じて視交叉上核 (英: suprachiasmatic nucleus、SCN) に投射し、概日周期の設定や調整に関与する。この感受性を利用して、睡眠障害の治療に用いることがある。